# Coryphopteris badia
Coryphopteris badia är en kärrbräkenväxtart som först beskrevs av Cornelis Rugier Willem Karel van Alderwerelt van Rosenburgh, och fick sitt nu gällande namn av Holtt. Coryphopteris badia ingår i släktet Coryphopteris och familjen Thelypteridaceae. Inga underarter finns listade.